# Anna di Valacchia
Anna di Valacchia (fl. 1360-1371) fu moglie di Stefano Uroš V di Serbia e ultima zarina consorte di Serbia.

## Biografia
Figlia di Nicolae Alexandru, principe di Valacchia, e cognata di Ivan Sracimir di Bulgaria, sposò Stefano Uroš V di Serbia nell'estate del 1360 e divenne imperatrice di Serbia.
Dopo la morte del marito e la caduta dell'Impero Serbo, si ritirò in un monastero con il nome di Jelena.